# Maria Anna Mozart
Maria Anna Mozart (født 30. juli 1751, død 29. oktober 1829) eller "Nannerl" Mozart var en europæisk berømt musiker. Hun var Wolfgang Amadeus Mozarts storesøster.
Da hun var syv år gammel, begyndte faderen, Leopold Mozart, at undervise hende i klaver. Hun havde som sin bror et vidunderbarns potentiale. Faderen tog dem med på turné til Wien og Paris for at udnytte deres talent. Hun var nogle gange topnavnet og var en fremragende cembalospiller, men hun blev overgået af sin lillebror. Wolfgang skrev mange stykker for klaver, især duetter som de kunne spille sammen. Han respekterede hendes talent og mente, at hun kunne blive musiklærer i Wien.
Mens Wolfgang gjorde oprør mod faderen, rettede Nannerl sig efter ham. Han ønskede, at hun skulle få en "ærværdig" mand, afviste hendes eget valg og valgte i stedet en rig dommer, Johann Baptist Franz von Berchtold zu Sonnenburg. Broderens oprørske sind og ægteskab med Constanze Weber syntes at have skabt afstand mellem de to søskende. Efter farens død genoptog de kontakten, men forholdet var køligt og vedrørte kun ejendomsanliggender. Hendes liv drejede sig om en mand, hun ikke elskede, et barn og karrieren som lærerinde i en by, hun ikke brød sig om (Salzburg).

## Henvisning
http://www.historyandwomen.com/2010/08/maria-anna-mozart.html